# Diocèse de Ba Ria

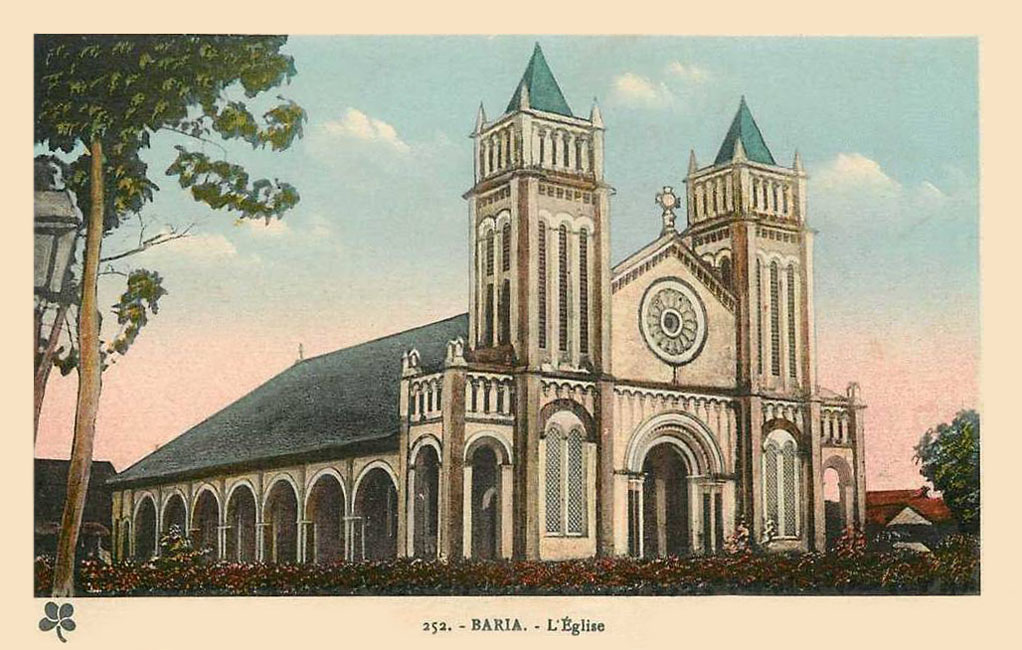
Vue de l'église de Ba Ria du temps de l'Indochine française, devenue cathédrale en 2005.

Le diocèse de Ba Ria (Dioecesis Barianensis) est un territoire ecclésial de l'Église catholique au Viêt Nam suffragant de l'archidiocèse d'Hô-Chi-Minh-Ville (Saïgon), formé en 2005. Il comprenait au 31 décembre 2007, un nombre de baptisés de 228 294 fidèles, sur une population totale de 952 721 habitants, soit 24 %. Son titulaire est Mgr Emmanuel Nguyên Hong Son.

## Territoire
Le diocèse comprend la province de Bà Rịa-Vũng Tàu.
Le siège épiscopal se trouve à Ba Ria, à la cathédrale Saint-Philippe-et-Saint-Jacques, construite à la fin du XIXe siècle.
Son territoire de 1 975 km2 est subdivisé en 77 paroisses.

## Historique
Le diocèse a été érigé le 22 novembre 2005 par la bulle pontificale Ad aptius consulendum de Benoît XVI, recevant son territoire du diocèse de Xuan Loc.
Les séminaristes sont accueillis pour leurs études au séminaire Saint-Joseph de Xuan Loc.

## Liste des ordinaires
- 22 novembre 2005 - 6 mai 2017: Thomas Nguyên Van Trâm
- depuis le 6 mai 2017 : Emmanuel Nguyên Hong Son

## Statistiques
- 2005: 224 474 baptisés pour 908 622 habitants (24,7 %) avec 91 prêtres (56 diocésains et 35 réguliers), soit un prêtre pour 2 466 baptisés, 192 religieux et 406 religieuses, dans 78 paroisses[1].
- 2006: 226 600 baptisés pour 919 000 habitants (24,7 %) avec 115 prêtres (66 diocésains et 49 réguliers), soit un prêtre pour 1 970 baptisés, 141 religieux et 421 religieuses, dans 79 paroisses.
- 2007: 228 294 baptisés pour 952 721 habitants (24 %) avec 119 prêtres (70 diocésains et 49 réguliers), soit un prêtre pour 1 918 baptisés, 141 religieux et 477 religieuses, dans 77 paroisses.
- 2014: 254 302 baptisés pour 1 427 024 habitants(17,8 %),  84 paroisses, 166 prêtres (101 diocésains, 65 réguliers), 282 religieux, 517 religieuses, 71 séminaristes[2].

## Adresse
Toa Giam Muc, 227 Cach Mang Thang Tam, Phuong Phuoc Hiep, Tx. Ba Ria, Vung Tau, Viêt Nam.